# Tây Phong, Thiết Lĩnh
Tây Phong (giản thể: 西丰县; phồn thể: 西豐縣; bính âm: Xīfēng Xiàn, âm Hán Việt: Tây Phong huyện) là một huyện của địa cấp thị Thiết Lĩnh, tỉnh Liêu Ninh, Trung Quốc. Huyện Tây Phong có diện tích 2.699 km², dân số năm 2020 là 225.123 người, mật độ dân số đạt 83 người/km². Mã số bưu chính của huyện là 112400. Chính quyền nhân dân huyện Tây Phong đóng tại số 27, đường Hồng Kỳ, trấn Tây Phong.

## Phân chia hành chính
Huyện Tây Phong được chia thành 18 đơn vị hành chính gồm 8 trấn, 4 hương và 6 hương dân tộc.
- Trấn: Tây Phong, Bình Cương, Cáo Gia Điếm, An Dân, Chấn Hưng, Lwong Tuyền, Thiên Đức, Phòng Mộc.
- Hương: Đào Nhiên, Minh Bá Du, Điếu Ngư, Canh Khắc.
- Hương dân tộc Mãn Minh Đức, hương dân tộc Mãn Đức Hưng, hương dân tộc Mãn Thành Bình, hương dân tộc Mãn Hòa Long, hương dân tộc Mãn Doanh Hán, hương dân tộc Mãn Kim Tinh.